# Maya (John Frusciante)
Maya è l'undicesimo album in studio del musicista statunitense John Frusciante, pubblicato nel 2020.

## Tracce
1. Brand E – 4:52
2. Usbrup Pensul – 4:24
3. Flying – 3:43
4. Pleasure Explanation – 4:15
5. Blind Aim – 4:07
6. Reach Out – 4:23
7. Amethblowl – 4:40
8. Zillion – 4:35
9. Anja Motherless – 5:57